# Золотой дятел
Золото́й дя́тел, или золото́й шилоклю́вый дя́тел, или куку́шковый шилоклю́вый дя́тел (лат. Colaptes auratus) — дятел среднего размера, относящийся к роду шилоклювых дятлов. Он обитает в большей части Северной Америки, в том числе в некоторых частях Центральной Америки, на Кубе, Каймановых островах, и является одним из немногих видов дятлов, которые мигрируют. Это единственный дятел, который обычно питается на земле. Существует более 100 названий для золотого шилоклювого дятла, включая «жёлтый молоток», «Гарри-уикэт», «о-хо-хо», «уэк-ап», «уолк-ап», «уик-ап», и т. д. Большинство из этих названий являются попытками сымитировать на английском языке звуки, издаваемые этой птицей.

## Описание

### Внешний вид
Голова крупная, шея длинная гибкая, с сильно развитыми мышцами. Когти кривые, острые. Хвост жёсткий — служит для поддержки и баланса птицы. Клюв длинный, острый и достаточно крепкий. Язык очень длинный, липкий. Самцы окрашены ярче, чем самки.
Длина 28—31 см, размах крыльев от кончика до кончика 42—51 см. Масса от 86 до 167 граммов. Взрослые особи — коричневые с чёрными полосами на спине и на крыльях. У обоих полов на затылке красный полумесяц. Расцветка зависит от подвида. Самцы окрашены ярче, чем самки.
Молодые птицы окрашены более грязно, пятно на затылке у них светло-красное и более узкое, чем у взрослых птиц. У молодых самок и самцов есть чёрные «усы». Пятна на животе крупнее, чем у взрослых птиц. Клюв мягкий и слабый. После осенней линьки золотые шилоклювые дятлы очень яркие. К весне окраска тускнеет.

### Голос
Весной и летом пение самца продолжительное и чем-то напоминает весёлый звонкий смех. Голос громкий и слышен на значительном расстоянии. Когда дятел взлетает и садится, он часто качается и кланяется, затем дёргает головой и произносит громкое «клэйп».

## Систематика
Золотой дятел — представитель рода шилоклювых дятлов. Ещё недавно преобладало мнение о том, что золотые шилоклювые дятлы представлены несколькими самостоятельными видами. Но они часто скрещиваются там, где их ареалы перекрываются, и в настоящее время считаются одним видом по классификации Американского общества орнитологов. Считать ли разновидности отдельными видами — хорошо известная проблема классификации видов.
Образует 9 подвидов:
- Colaptes auratus auratus — обитает в восточной части Северной Америки. Нижняя сторона хвостовых перьев и крыльев полностью жёлтые. Верх головы и затылок серые. Передняя часть головы, подбородок и горло — коричневые. Полумесяц на затылке ярко-красный. У самцов есть узкая чёрная полоса («усы»), начинающаяся от основания клюва, у самок она отсутствует. У молодых птиц хвост и низ крыльев от бледно-жёлтого до зеленоватого.[5].
- Colaptes auratus cafer — Медный дятел[2], обитает в западной части Северной Америки. Нижняя сторона хвостовых перьев и крыльев красновато-оранжевые, передняя часть головы и горло серые, на затылке бледно-розовый полумесяц, «шапочка» на голове бледно-коричневая. Лоб коричневый. Полумесяц на затылке бледно-розовый. Задняя часть тела более светлая, чем у Colaptes auratus auratus. У самцов красные «усы», у самок — бледно-коричневые[5]. Научное название подвида, Colaptes auratus cafer, — результат ошибки, сделанной в 1788 году немецким естествоиспытателем Иоганном Гмелином, который неправильно полагал, что первоначальная естественная среда этого подвида была в Южной Африке среди народа коса, в те времена известного как «кафр». (Термин «кафр» теперь считается крайним этническим ругательством в Южной Африке).
- Colaptes auratus collaris — от юго-запада Канады и запада США до северо-запада Мексики;
- Colaptes auratus chrysocaulosus — Антильский дятел[2], остров Куба;
- Colaptes auratus nanus — от запада Техаса до северо-востока Мексики;
- Colaptes auratus mexicanus — центральная Мексика;
- Colaptes auratus luteus — от центра Аляски до востока Канады, северо-востока США и Монтаны;
- Colaptes auratus gundlachi — остров Большой Кайман;
- Colaptes auratus rufipileus — обитал на острове Гуадалупе у побережья северо-запада Мексики, вымер около 1910 года.

## Ареал
Золотой шилоклювый дятел обитает в большей части Северной Америки (в том числе в некоторых частях Центральной Америки): в США (в том числе на Аляске), Канаде, Никарагуа, Гренландии, на Кубе, Каймановых островах. Является одним из немногих видов дятлов, которые мигрируют: на зиму северная популяция мигрирует в Мексику.

## Места обитания
Золотого дятла можно увидеть в самых разнообразных средах обитания, где можно встретить мёртвые или с пустотами деревья — в лесах (тропических, сосновых и дубовых, вечнозелёных, галерейных, смешанных и пр.), на открытых пространствах; городские парки, на лужайках и в садах; в сельскохозяйственных угодьях; на кустарниковых низменностях. Поднимается до 1600-3500 м над уровнем моря. Часто селится рядом с человеком.

## Питание
Всеяден. Большую часть рациона составляют мелкие беспозвоночные — до 61 % (кузнечики, муравьи, термиты, сверчки настоящие и муравьиные, осы, тли, моли, клопы, жуки и их личинки, гусеницы, пауки); с удовольствием поедает ягоды (кизил, земляника, черника, ежевика, бузина, ягоды тутового дерева, боярышник, рябина, эвкалипт), зерно (овёс, пшеница, рожь) и семена, плоды и фрукты (яблоки, слива, магнолия, груши, персики, вишня, черешня, дикий виноград, хурма, сумах, ядовитый плющ, жёлуди, плоды ольхи, буковые орехи) — до 39 %.
Любимую пищу — муравьёв (из насекомых они составляют до 75 %) вытаскивает своим длинным липким языком из их подземных гнёзд.
Пьют дятлы два раза в сутки, зимой едят снег (опускают клюв в снег, затем поднимают его, быстро щёлкают клювом, как бы жуя, и глотают).

## Враги
Основные враги — еноты и крысиные полозы.
Енот засовывает свою лапу в дупло, вытаскивает яйца и выпивает их. Полозы поедают яйца и птенцов. На взрослых птиц охотятся различные соколы и ястребы. Белки также наносят ущерб гнёздам дятла.

## Поведение
Ведёт дневной образ жизни. Кормится как на деревьях, так и на земле. На юге ареала это оседлая или кочевая птица, на севере — перелётная. Перелёты совершает в тёмное время суток. За час до заката птицы прячутся в дупле, а выходят из него уже утром — после восхода солнца. На время дождя птицы укрываются в гнёздах.
Полёт быстрый, порывистый; перелетая с дерева на дерево, летит по прямой линии и перед избранным деревом спускается на несколько метров, садится внизу и затем быстро взбирается наверх. Превосходно лазает во всех положениях. По земле передвигается короткими перелётами.
У молодых птиц первая линька начинается в июле и заканчивается в сентябре-октябре. В это же время проходит линька и у взрослых птиц. Для зимовки дятлы иногда обустраиваются в сараях, гаражах или под карнизами зданий.
В большинстве случаев золотистые дятлы — мирные птицы, но иногда они могут вести себя агрессивно, например, убивать птенцов других птиц, гнездящихся вблизи от них; добивать с другими птицами (воронами) раненых или слабых хищных птиц — соколов и ястребов. Золотой дятел территориален. Защищая партнера или территорию, птицы одного пола становятся агрессивными друг к другу.

## Размножение

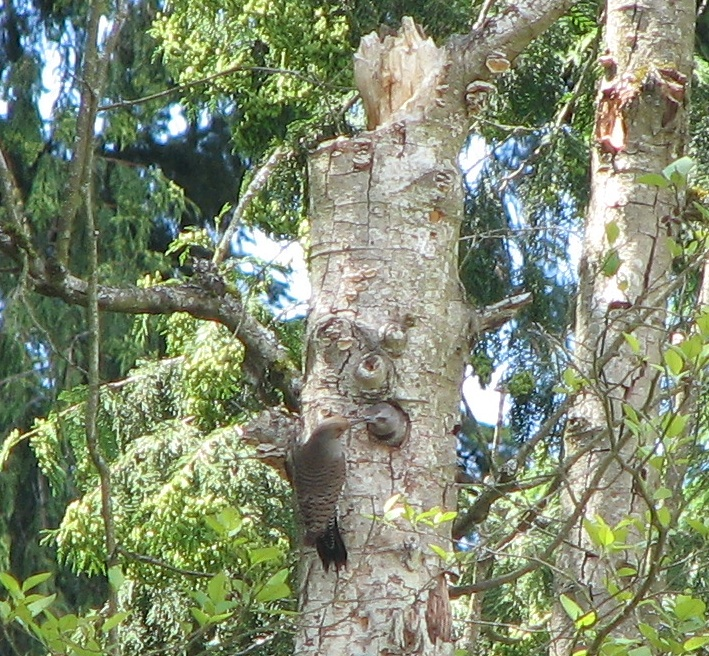
Кормление птенца Colaptes auratus cafer.

Сезон размножения — с февраля по июль.
За самкой летает несколько самцов, драк между ними не возникает. Отвергнутые самцы улетают в поисках другой самки. Пара немедленно приступает к строительству гнезда. Золотые дятлы выдалбливают дупла в сухих деревьях, сухих ветках или мёртвых вершинах живых деревьев, трухлявых пнях, иногда даже в земле. Если в наличии есть свободные старые дупла — используют их. Начинает строительство самец, а самка заканчивает. Гнездо располагается на высоте 2,5-7,5 м, леток около 10 см, глубина 24-45 см.
Самка несёт яйца каждый день, в 5-6 утра. В кладке обычно 3-12 (обычно 6-8) блестящих белых овальных яйца (размером 26,85×20,58 мм, весом около 7 г), но выживает всего 3-4 птенца. Если первая кладка погибает, самка начинает кладку снова. Таким образом доктор Бартон В. Эвермэнн за 49 дней от одной самки получил 37 яиц, а Г. Бёрнс за 65 дней получил 48 яиц. Высиживают яйца оба: ночью на яйцах сидит только самец, а днём родители сидят по очереди (1-1,5 часа каждый).
В год бывает 1-2 выводка (зависит от места обитания). Яйца золотого дятла находили в гнёздах других птиц (ласточки, воробьи, голуби). При нехватке мест гнездования, конкурирует с другими видами дятловых, воробьиной пустельгой и с интродуцированным в Северную Америку обыкновенным скворцом. Гнёзда золотого шилоклювого дятла используют белки, птицы и пресмыкающиеся.
Птенцы голые, слепые и беззащитные. Кожа у птенцов прозрачная — в горле хорошо видны проглоченные муравьи. По мере роста кожа утолщается и становится грубее. Перед началом роста перьев (на 5-6 дне жизни) она приобретает синеватый оттенок. Птенцов родители кормят отрыгнутой пищей. Полностью оперяются птенцы к 25-28 дням. Следующие 2-3 недели их ещё кормят родители, а потом они становятся самостоятельными.
Половое созревание наступает на первом году жизни.

## Хозяйственное значение
Помогает регулировать численность муравьёв и сельскохозяйственных вредителей (например, кукурузный мотылёк, тля).
Мясо золотого дятла высоко ценится и часто подаётся к столу, хотя у него есть муравьиный запах.
Легко приручается и адаптируется к новым кормам в неволе.
Приносит некоторый вред, невольно распространяя семена ядовитого плюща и сумаха.

## Фото

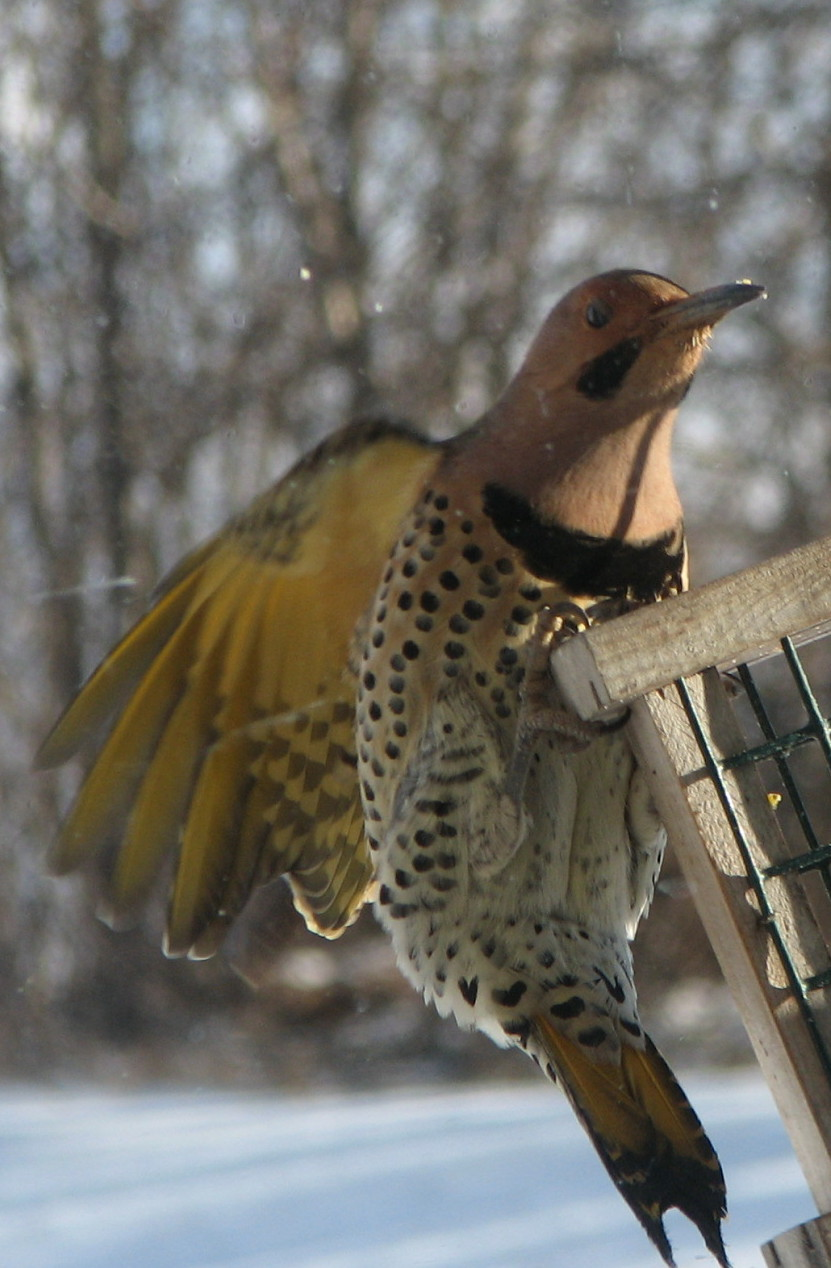
Самец Colaptes auratus auratus. Заметны жёлтые маховые перья
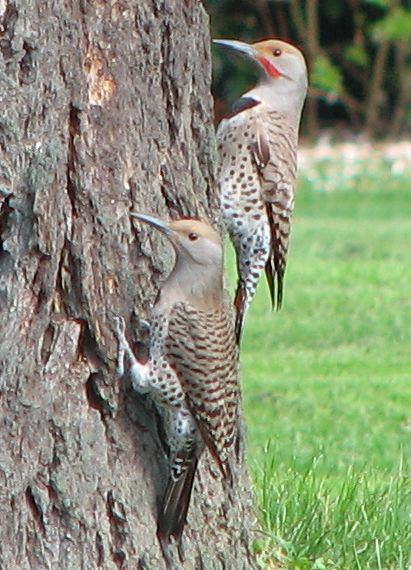
Пара Colaptes auratus cafer